# هاتورن (نیویورک)
هاتورن (به انگلیسی: Hawthorne) یک منطقهٔ مسکونی در ایالات متحده آمریکا است که در Mount Pleasant واقع شده‌است. هاتورن ۲٫۸ کیلومتر مربع مساحت و ۴٬۵۸۶ نفر جمعیت دارد و ۸۶ متر بالاتر از سطح دریا واقع شده‌است.